# 拉罗什日龙
拉罗什日龙（法語：La Rochegiron，法語發音：[la ʁɔʃʒiʁɔ̃]）是法国上普罗旺斯阿尔卑斯省的一个市镇，属于福卡尔基耶区。

## 地理
拉罗什日龙（44°4'39"N, 5°39'20"E）面积30.11 平方千米，位于法国普罗旺斯-阿尔卑斯-蓝色海岸大区上普罗旺斯阿尔卑斯省，该省份为法国东南部内陆省份，北起上阿尔卑斯省，西接沃克吕兹省，西北接德龙省，南至瓦尔省，东临滨海阿尔卑斯省，东北部与意大利接壤。
与拉罗什日龙接壤的市镇（或旧市镇、城区）包括：巴农、米拉瓦伊新堡、洛斯皮塔莱、勒多尔捷、索马讷、蒙弗罗克。

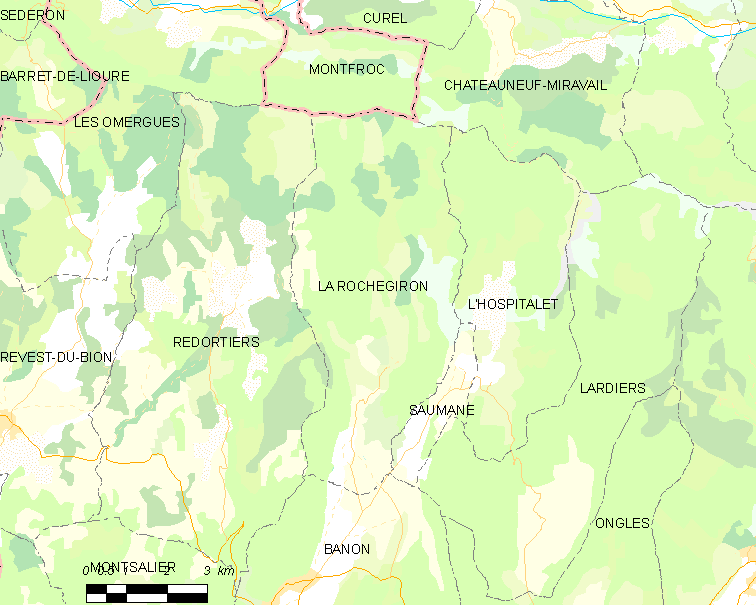
拉罗什日龙的OSM定位图

拉罗什日龙的时区为UTC+01:00、UTC+02:00（夏令时）。

## 行政
拉罗什日龙的邮政编码为04150，INSEE市镇编码为04169。

## 政治
拉罗什日龙所属的省级选区为雷亚讷县。

## 人口

1962-2008年间拉罗什日龙人口变化图示

拉罗什日龙于2022年1月1日时的人口数量为108人。